# Offizierausbildung (Bundeswehr)

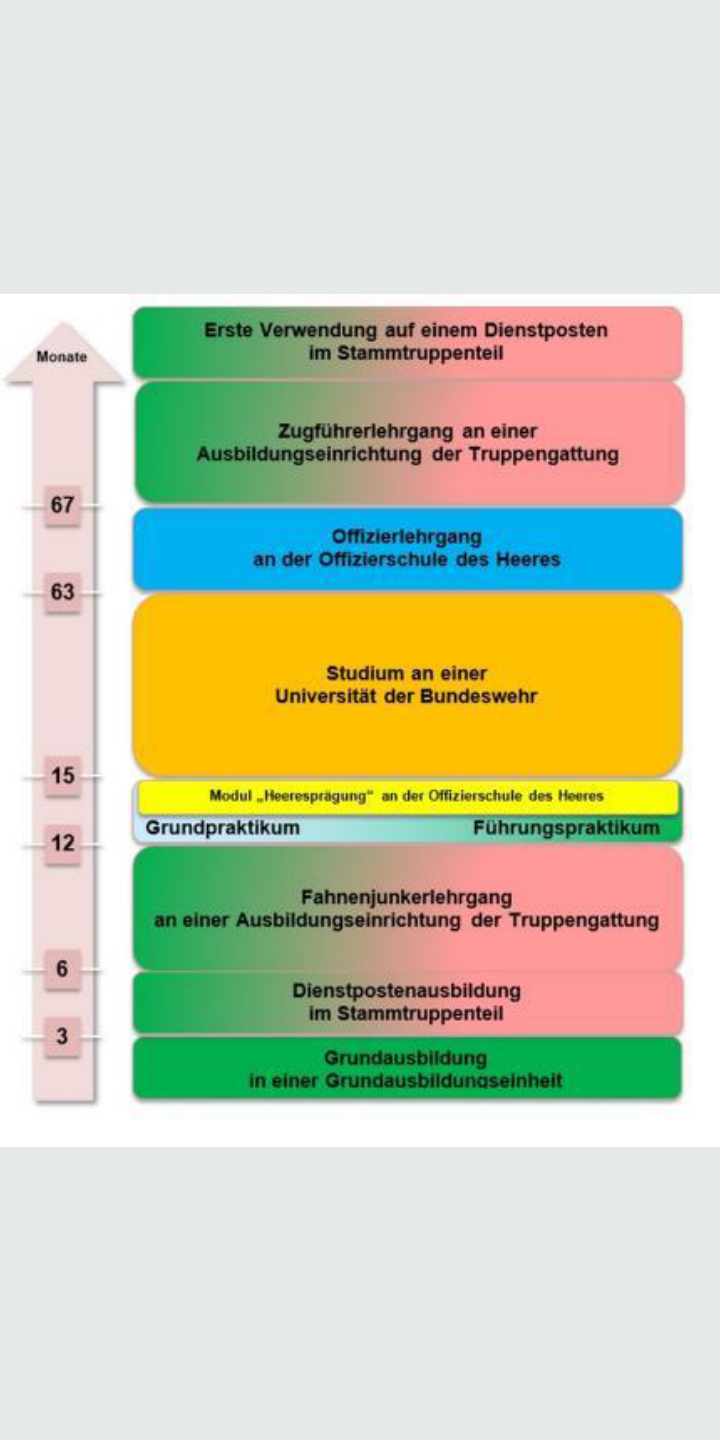
Neue Offizierslaufbahn der Heeresuniformträger ab 07/2020

Die Offizierausbildung der Bundeswehr dient zur Vorbereitung auf die vielfältigen Aufgaben als Offizier. Die Offizierausbildung soll den künftigen Offizier befähigen, militärische Truppenteile zu führen. Zudem soll er Soldaten nach Grundsätzen der Menschenführung ausbilden und erziehen können. Im Vordergrund stehen besonders Wissen und Praxis um Methoden und Didaktik der von ihm gegebenen Ausbildung sowie fundierte Kenntnisse im Wehrrecht im Vordergrund.

## Geschichte
Die Ausbildung von Offizieren in der Bundeswehr hat sich seit Gründung der Bundeswehr im Jahr 1955 stark gewandelt. Integraler Bestandteil der Offizierausbildung ist seit 1973 ein universitäres Studium an einer der beiden Universitäten der Bundeswehr. Ein geringer Teil der Offizieranwärter kann jedoch weiterhin eine Laufbahn ohne Studium wählen.

### Truppendienst Heer
Der 75. Offizieranwärterjahrgang des Heeres, dessen Ausbildung im Juli 2005 begonnen hat, war der letzte, der die militärische Offizierausbildung komplett vor dem Studium an einer Universität der Bundeswehr durchführte. Die Grundausbildung erfolgte in einem Truppenteil grundsätzlich der jeweiligen Truppengattung zusammen mit Angehörigen anderer Laufbahnen einschließlich Grundwehrdienstleistenden. Die Spezialgrundausbildung erfolgte an einer Ausbildungseinrichtung der Truppengattung, zuvor ebenfalls in einem Truppenteil. Es folgten der Offizieranwärterlehrgang (OAL) 1 und 2 an den jeweiligen Truppenschulen. Dort wurden Taktik (allgemein und bezogen auf die jeweilige Truppengattung), praktische Ausbildung zur Befähigung als Gruppen- und Zugführer der Truppengattung, Methodik/Didaktik (Anwendung in benoteten praktischen oder Unterrichtslehrproben im Lehrsaal), Wehrrecht (Grundsätze der erzieherischen Maßnahmen und der Wehrdisziplinarordnung) und Sport ausgebildet und geprüft. In einem sechsmonatigen Offizierlehrgang an der Offizierschule des Heeres wurde Politische Bildung, Wehrrecht, Taktik, Militärgeschichte und Sport vermittelt. Zwischen den Lehrgängen fanden bis zu drei Truppenpraktika von bis zu insgesamt neun Monaten Länge statt. Es folgte, in der Regel im Dienstgrad Leutnant, der Beginn des vierjährigen Studiums. Nach dessen Ende wurden die Offiziere für ihre erste Verwendung unmittelbar in die Truppe versetzt.
Ab dem 76. Offizieranwärterjahrgang (OAJ) wurde die Offizierausbildung umgestellt. Die Grundausbildung und allgemeinmilitärische Ausbildung erfolgte in den hierfür aufgestellten anfangs drei, später zwei Offizieranwärterbataillonen. Diese führte den sechsmonatigen Offizieranwärterlehrgang durch. Es folgte der Offizierlehrgang 1 an der Offizierschule des Heeres in Dresden. Das vierjährige Studium beginnt seitdem für die Offizieranwärter des Truppendienstes im Heer bereits nach 15 Monaten, jeweils im Oktober des Jahres nach Ausbildungsbeginn. Nach dem Studium folgen der Offizierlehrgang 2 an der Offizierschule des Heeres und der Offizierlehrgang 3 an den Truppenschulen der jeweiligen Truppengattung sowie, falls erforderlich, Führerscheinlehrgänge, Einzelkämpferlehrgänge oder der Lehrgang „Überleben im Einsatz“.
2007 wurden an den Universitäten der Bundeswehr die Studiengänge von Diplom/Magister auf Master umgestellt. Dies betraf zuerst die 2004 bzw. 2006 begonnenen 74. und 76. OAJ, die aufgrund der Verkürzung der voruniversitären Offizierausbildung das Studium zeitgleich begannen. Der 75. und 77. OAJ studierten ebenfalls zeitgleich. Mit der Umstellung auf Master-Abschlüsse verlängerte sich die Regelstudienzeit von drei Jahren und drei Monaten auf vier Jahre. Deshalb wurde die Verpflichtungszeit für die Laufbahn der Offiziere des Truppendienstes von zwölf auf 13 Jahre angehoben, jedoch erst mit dem 77. OAJ. Der 74., 75. und 76. OAJ hatten noch zwölf Jahre Verpflichtungszeit bei bereits vierjährigem Studium.
2020 wurden die Offizieranwärterbataillone wieder aufgelöst und die Grundausbildung der Offizieranwärter des Truppendienstes des Heeres zurück in die Bataillone der Truppengattungen verlagert; der Studienbeginn nach 15 Monaten jedoch beibehalten. Offizieranwärter beginnend ab dem 700 Personen umfassenden 90. OAJ absolvieren zu Beginn ihrer Offizierausbildung eine dreimonatige Grundausbildung zusammen mit Angehörigen anderer Laufbahnen in einer von 34 Grundausbildungseinheiten, in der Regel entsprechend ihrer Truppengattung. Im Anschluss findet eine dreimonatige Dienstpostenausbildung in der Stammeinheit statt und der dreimonatige Fahnenjunker-Lehrgang an einer der Schulen des Heeres je nach Truppengattung. Weitergehend erfolgt an der Offizierschule des Heeres in Dresden eine dreimonatige englische Sprachausbildung. Daran schließt sich ein dreimonatiges Truppen- oder Führungspraktikum in einem Truppenteil an. Es folgt das einwöchige Modul Heeresprägung. Im Regelfall erfolgt dann, 15 Monate nach Beginn der Offizierausbildung im Oktober die Versetzung an eine der Universitäten der Bundeswehr, wo innerhalb von vier Jahren in zwölf Trimestern studiert wird. Dem Studium folgt der vierwöchige Offizierlehrgang 2 an der Offizierschule des Heeres. Nach dem Bestehen des Zugführerlehrgangs in einer der Schulen des Heeres je nach Truppengattung erfolgt die erste Verwendung auf einem Dienstposten in einem Stammtruppenteil.
Die Offizierausbildung im Heer dauert insgesamt sieben Jahre, davon vier Jahre universitär und drei Jahre militärisch.